# Bundesverband der Deutschen Spirituosen-Industrie und -Importeure
Der Bundesverband der Deutschen Spirituosen-Industrie und -Importeure (BSI) ist der Dachverband der deutschen Spirituosenbranche in der Rechtsform eines eingetragenen Vereins mit Sitz in Bonn.
Nach außen vertritt der 1974 gegründete Verein die wirtschaftspolitischen Interessen von Spirituosen-Herstellern, Verarbeitern, Importeuren und Vertriebsfirmen gegenüber Parlament, Regierung und Behörden auf Bundes- und Landesebene, in der EU sowie international und betreibt Öffentlichkeitsarbeit. Für seine Mitgliedsunternehmen bietet er Rechtsberatung und weitere Dienstleistungen an. Der Verband unterhält eine Geschäftsstelle in Bonn und seit 1998 ein Büro in Brüssel und ist in der amtlichen Liste der beim Bundestag registrierten Lobbyverbände verzeichnet.

## Mitgliedschaft
Der Bundesverband hat 42 Unternehmensmitglieder und betreut vier Landesverbände: den Landesverband der Bayerischen Spirituosenindustrie e. V., den Verband der Spirituosenhersteller Hamburg/Schleswig-Holstein e. V., den Verband der mitteldeutschen Spirituosenindustrie e. V. (VSI) und die Landesgruppe der Westdeutschen Spirituosenhersteller mit insgesamt weiteren ca. 75 außerordentlichen Mitgliedern. Über seine überwiegend mittelständischen Mitgliedsunternehmen repräsentiert der BSI nach eigenen Angaben rund 90 Prozent des Umsatzes auf dem deutschen Spirituosenmarkt. Darüber hinaus sind 34 Unternehmen, die der Spirituosenindustrie nahestehen, wie Glashersteller oder Logistikpartner, als Fördermitglieder verzeichnet.
Der BSI selbst ist Mitglied in zahlreichen deutschen Fach- und Dachverbänden, darunter der Lebensmittelverband Deutschland, der Markenverband und der Zentralverband der Deutschen Werbewirtschaft, sowie im europäischen Dachverband Spirits Europe (vormals European Spirits Organisation – CEPS). Er kooperiert zudem mit dem Verband Deutscher Whiskybrenner.

## Öffentlichkeitsarbeit
Mit der jährlich erscheinenden Publikation Daten aus der Alkoholwirtschaft stellt der Verband aktuelle Statistiken über die Branche und zum Alkoholkonsum in Deutschland und der EU zur Verfügung. Dabei weist der BSI stets auf die deutlich höhere Besteuerung von Spirituosen (Branntweinsteuer, ggf. auch Alkopop-Steuer) im Vergleich zu Bier (Biersteuer) und vor allem Wein hin, der überhaupt keiner Verbrauchssteuer unterliegt (anders als Sekt, für den wiederum eine Schaumweinsteuer erhoben wird).
In der Öffentlichkeit plädieren der BSI und die meisten seiner Mitgliedsunternehmen für maß- und genussvollen Alkoholkonsum, seit 2009 unterstützt durch das Logo „Maßvoll genießen“. 82 % der Mitgliedsunternehmen binden entsprechende Verbraucherschutzhinweise in ihre Werbung ein. Seit mehreren Jahren tritt der BSI vor allem mit Präventionskampagnen gegen Alkoholmissbrauch in Erscheinung, um dem wachsenden Druck auf die Branche zu begegnen. Insbesondere auf EU-Ebene verstärkten sich Mitte der 2000er Jahre die Bemühungen, im Rahmen der bis 2012 angelegten „Anti-Alkohol-Strategie“ weitreichende Beschränkungen für die Alkoholwirtschaft durchzusetzen, darunter Werbeverbote, Promillegrenzen, Warnhinweise auf Flaschen und Steuererhöhungen. Einem Spiegel-Bericht zufolge befürchteten die Hersteller, die „Alkoholbranche könnte heute da stehen, wo auch die Zigarettenindustrie mal vor drei Jahrzehnten stand: am Anfang eines langen Trecks in die Verbannung.“ Vor diesem Hintergrund gründete der BSI 2005 den Arbeitskreis Alkohol und Verantwortung (kurz AAuV). Das Gremium entwickelt eigenen Angaben zufolge „nachhaltige Präventions- und Selbstregulierungsmaßnahmen zum verantwortungsvollen Umgang mit alkoholhaltigen Getränken“. Dazu gehört eine Selbstverpflichtung der Mitgliedsunternehmen, ihre Werbemaßnahmen nicht auf Jugendliche auszurichten, beispielsweise, indem sie gemäß den Regeln des europäischen Dachverbands CEPS auf Werbung mit Models unter 25 Jahren verzichten (seit 2009), bestimmte Verpackungen wie Tuben oder Sprays nicht anbieten (seit 2010) oder Werbemaßnahmen nur noch in Medien bzw. einem Umfeld  platzieren, bei dem mehr als 70 % der Konsumenten Erwachsene sind (seit 2010). Weitere Maßnahmen sind die 2005 gestartete Kampagne Klartext reden! für Familien sowie Leitfäden für den Verzicht auf Alkohol in der Schwangerschaft und den Umgang mit Alkoholproblemen am Arbeitsplatz. Die frühere Drogenbeauftragten der Bundesregierung, Mechthild Dyckmans, hob die Kampagnen des BSI lobend hervor.
Eine schärfere Regulierung des deutschen Spirituosenmarktes, nach Angaben von BSI-Geschäftsführerin Angelika Wiesgen-Pieck immer noch der liberalste in Europa, lehnt der BSI jedoch strikt ab. Gesetzliche Werbebeschränkungen, Warnhinweise auf Spirituosenverpackungen (ähnlich den Warnhinweisen auf Tabakprodukten), die weitere Verteuerung alkoholhaltiger Produkte oder Trinkverbote an öffentlichen Orten seien nicht geeignet, missbräuchlichen Alkoholkonsum zu verhindern, dessen Anteil vom Verband auf 15 % des Gesamtverbrauchs geschätzt wird. So positionierte sich der Verband gegen nächtliche Verkaufsstopps für Spirituosen an Tankstellen, wie sie Baden-Württemberg 2012 eingeführt hat. Vielmehr sollten die Mitarbeiter von Verkaufsstellen besser geschult und darin unterstützt werden, bestehende Jugendschutzvorschriften einzuhalten. Der BSI hatte dazu bereits 2007 eine „Schulungsinitiative Jugendschutz“ ins Leben gerufen und sich seinerzeit auch von „Flatrate“- oder „All-you-can-Drink“-Partys deutlich distanziert. Die Mitgliedsunternehmen des BSI verpflichteten sich, auf Gastronomie und Diskotheken einzuwirken, solche zum Missbrauch verleitenden Angebote zu unterbinden.